# A Faithless Man
A Faithless Man è un cortometraggio del 1911. Il nome del regista non viene riportato nei titoli.

## Produzione
Il film fu prodotto dall'Independent Moving Pictures Co. of America (IMP).

## Distribuzione
Il film uscì nelle sale il 10 aprile 1911, distribuito dalla Motion Picture Distributors and Sales Company.